# Scott Bessent
Scott Bessent   (Conway, 21 d'agost de 1962) és un inversor i administrador de fons d'inversió lliure estatunidenc. És el secretari del Tresor dels Estats Units des del 28 de gener de 2025, durant la segona presidència de Donald Trump. Va ser soci del Soros Fund Management i fundador del Key Square Group, una signatura global de macroinversió. Com a secretari del Tresor dels Estats Units és el cinquè en la línia de successió presidencial i és la persona obertament LGBT amb el lloc més alt a la història del país.

## Biografia
Bessent és el fill gran de Barbara McLeod i Homer Gaston Bessent Jr, un agent immobiliari. Va obtenir una llicenciatura en ciències polítiques de la Universitat Yale el 1984. Mentre era a la universitat, va ser editor de The Yale Daily News i president de Wolf's Head Society.
Després de graduar-se, va treballar a Brown Brothers Harriman i Kynikos Associates. Es va unir al Soros Fund Management el 1991 i hi va ser soci durant la dècada de 1990, fins a convertir-se finalment en cap de l'oficina a Londres. El 1992 va ser un membre destacat de l'equip l'aposta del qual pel col·lapse de la lliura esterlina del Dimecres Negre va resultar en un benefici de més de mil milions de dòlars. La seva aposta contra el ien japonès el 2013 li va reportar beneficis addicionals.
Després de renunciar al Soros Fund Management el 2000, va fundar un hedge fund de mil milions de dòlars. El fons va tancar el 2005, va tornar al Soros Fund Management i va ser director d'inversions des del 2011 fins al 2015. El 2015 va fundar Key Square Group, juntament amb Michael Germino, qui era el cap global de mercats de capitals del fons de Soros.

### Carrera política
En 2000 va organitzar una recaptació de fons per al candidat presidencial demòcrata Al Gore. També va fer donacions per a les campanyes de Barack Obama i Hillary Clinton. El 2016 va donar 1 milió de dòlars al comitè inaugural de la presidència de Donald Trump i el 2023 i 2024, va donar una xifra superior al milió de dòlars per a la campanya de Trump del 2024.
El febrer de 2024 va organitzar una recaptació de fons a Greenville en la que va recaptar gairebé 7 milions de dòlars per a la campanya de Donald Trump. Dos mesos després, va ser l'amfitrió d'una recaptació a Palm Beach en la que va recaptar 50 milions de dòlars. El juliol del 2024, Bloomberg BusinessWeek va informar que Bessent era un assessor econòmic clau per a Trump. Bessent va proposar un "pla econòmic de tres punts" inspirat en la política econòmica de «tres fletxes» del primer ministre japonès Shinzō Abe, i va elogiar la proposta de Trump d'implementar aranzels amplis.
El novembre de 2024, el president electe Trump va anunciar la seva intenció de proposar-lo per ocupar el càrrec de secretari del Tresor dels Estats Units a la seva administració. Quatre dies abans que Trump assumís la presidència, va comparèixer davant el Comitè de Finances del Senat, on va defensar plans per imposar tarifes, retallades d'impostos i tirar endavant mesures econòmiques més dures contra la Xina i Rússia .

## Vida personal

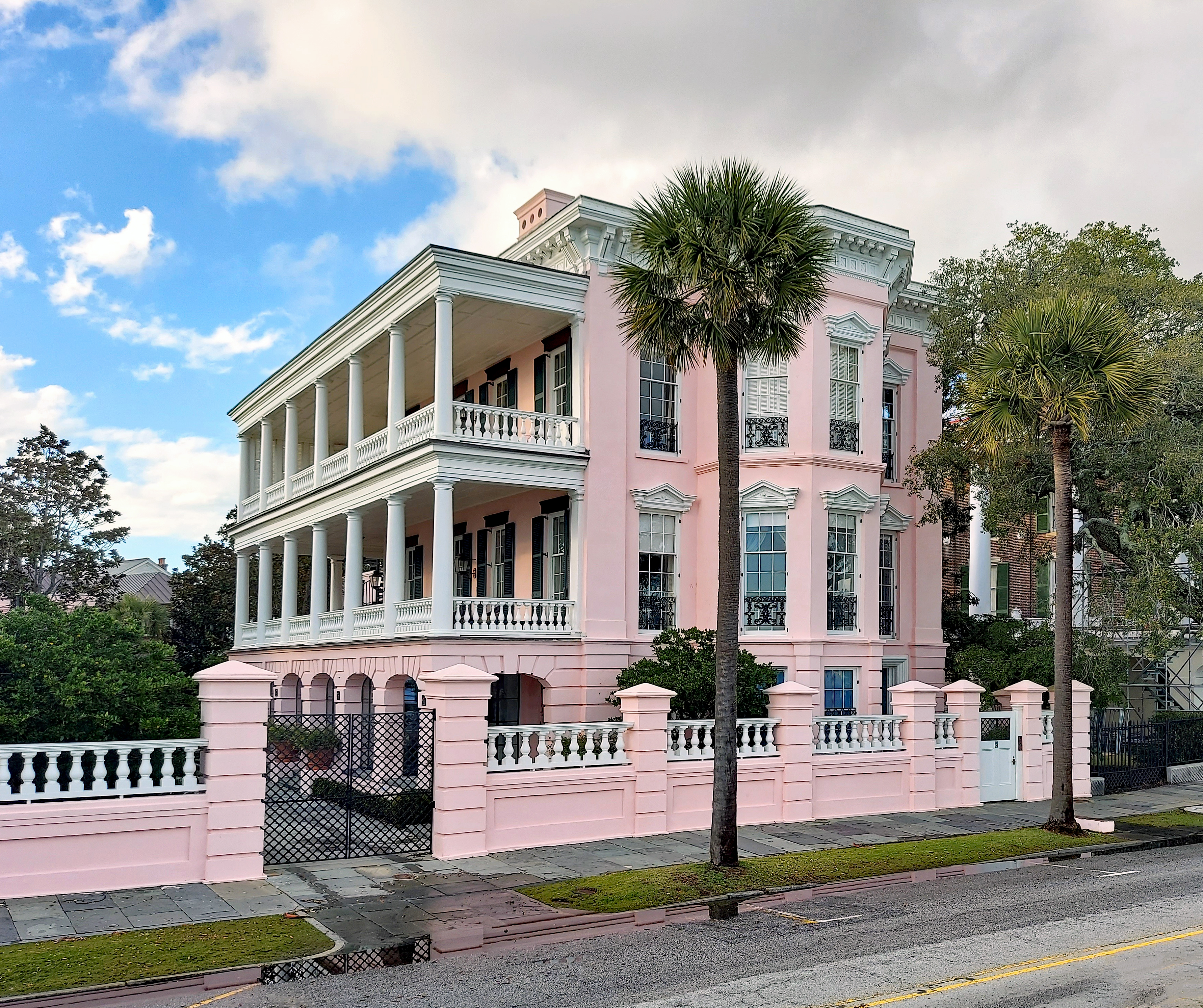
Palau Rosa a Charleston

Bessent viu a Charleston i pertany a l'església hugonota francesa, associació religiosa, a l'expansió de la qual els seus avantpassats van donar suport el 1680. És homosexual i està casat amb John Freeman, un exfiscal de Nova York, amb el qual té 2 fills, nascuts per gestació subrogada.
El 2016 va comprar la històrica casa de John Ravenel, construïda al voltant de 1848. La restauració de la casa va ser premiada per la Societat de Preservació de Charleston Carolopolis el 2021. La mansió és coneguda com el «Palau Rosa» i està ubicada a Charleston.